# Fase de Classificació de la Copa del Món de Rugbi 1999-Àfrica
La zona africana tenia per a la Copa del Món de Rugbi de 1999 una plaça disponibles a sumar a la de Sud-àfrica ja classificada.

## Fase 1
| Equip                   | Jugats | Guanyats | Empatats | Perduts | A favor | En contra | Diferència | Punts |
| ----------------------- | ------ | -------- | -------- | ------- | ------- | --------- | ---------- | ----- |
| Combinat del Golf Àrab* | 2      | 2        | 0        | 0       | 97      | 43        | +54        | 6     |
| Zàmbia                  | 2      | 1        | 0        | 1       | 50      | 57        | −7         | 4     |
| Botswana                | 2      | 0        | 0        | 2       | 26      | 73        | −47        | 2     |

- Combinat amb jugadors dels següents països: Bahrain, Kuwait, Oman, Qatar, Aràbia Saudita i els Emirats Àrabs

| Resultats          | Resultats               | Resultats | Resultats               | Resultats          |
| Data               | Local                   | Resultat  | Visitant                | Seu                |
| ------------------ | ----------------------- | --------- | ----------------------- | ------------------ |
| 18 d'abril de 1997 | Combinat del Golf Àrab* | 53–13     | Botswana                | Al-Manama, Bahrain |
| 26 d'abril de 1997 | Zàmbia                  | 30–44     | Combinat del Golf Àrab* | Luanshya, Zambia   |
| 17 de maig de 1997 | Botswana                | 13–20     | Zàmbia                  | Gaborone, Botswana |

- Combinat del Golf Àrab accedeix a la següent fase.

## Fase 2
| Equip                   | Jugats | Guanyats | Empatats | Perduts | Diferència | Punts |
| ----------------------- | ------ | -------- | -------- | ------- | ---------- | ----- |
| Tunísia                 | 2      | 1        | 0        | 1       | 63–17      | 4     |
| Combinat del Golf Àrab* | 2      | 1        | 0        | 1       | 30–48      | 4     |
| Kenya                   | 2      | 1        | 0        | 1       | 42–70      | 4     |

| Date                   | Team #1                | Score | Team #2      | Venue              |
| ---------------------- | ---------------------- | ----- | ------------ | ------------------ |
| 13 juny 1997           | Combinat del Golf Àrab | 12–11 | Tunísia      | Al-Manama, Bahrain |
| 6 de setembre de 1997  | Kenya                  | 37–18 | Arabian Gulf | Nairobi, Kenya     |
| 20 de setembre de 1997 | Tunísia                | 52–5  | Kenya        | Tunis, Tunísia     |

- Tunísia accedeix a la següent fase.

## Fase 3
| Equip    | Jugats | Guanyats | Empatats | Perduts | Diferència | Punts |
| -------- | ------ | -------- | -------- | ------- | ---------- | ----- |
| Zimbàbue | 2      | 1        | 0        | 1       | 69–41      | 4     |
| Namíbia  | 2      | 1        | 0        | 1       | 49–46      | 4     |
| Tunísia  | 2      | 1        | 0        | 1       | 29–60      | 4     |

| Date               | Team #1  | Score | Team #2  | Venue              |
| ------------------ | -------- | ----- | -------- | ------------------ |
| 4 d'abril de 1998  | Zimbabwe | 43–9  | Tunísia  | Bulawayo, Zimbabwe |
| 18 d'abril de 1998 | Tunísia  | 20–17 | Namíbia  | Tunis, Tunísia     |
| 9 de maig de 1998  | Namíbia  | 32–26 | Zimbabwe | Windhoek, Namíbia  |

- Zimbabwe i Namíbia accedeixen a la següent fase.

## Fase 4
Tots els partits jugats a Rabat, Marroc.
| Equip         | Jugats | Guanyats | Empatats | Perduts | Diferència | Punts |
| ------------- | ------ | -------- | -------- | ------- | ---------- | ----- |
| Namíbia       | 3      | 3        | 0        | 0       | 78–32      | 9     |
| Marroc        | 3      | 2        | 0        | 1       | 29–29      | 7     |
| Zimbàbue      | 3      | 1        | 0        | 2       | 55–54      | 5     |
| Costa d'Ivori | 3      | 0        | 0        | 3       | 13–60      | 3     |

| Date                   | Team #1  | Score | Team No. 2    |
| ---------------------- | -------- | ----- | ------------- |
| 12 de setembre de 1998 | Marroc   | 15–9  | Zimbabwe      |
| 12 de setembre de 1998 | Namíbia  | 22–10 | Costa d'Ivori |
| 16 de setembre de 1998 | Zimbabwe | 32–0  | Costa d'Ivori |
| 16 de setembre de 1998 | Marroc   | 8–17  | Namíbia       |
| 19 de setembre de 1998 | Namíbia  | 39–14 | Zimbabwe      |
| 19 de setembre de 1998 | Marroc   | 6–3   | Costa d'Ivori |

- Namíbia accedeix a la RWC 1999, i Marroc es classifica per la repesca.